# L'industrie sauvera la Géorgie
L'industrie sauvera la Géorgie (en géorgien : მრეწველობა გადაარჩენს საქართველოს, mretsveloba gadaarchens sak'art'velos) est un parti politique géorgien de centre droit, souvent nommé le Parti des Entrepreneurs.

## Fondation
Le parti est fondé en 1999 par Gogi Topadze, propriétaire de la brasserie Kazbegui.

## Représentation parlementaire
En 1999, il remporte 15 sièges de députés.
En 2012, il rejoint la coalition Rêve géorgien et remporte 6 sièges.
Il se présente séparément aux élections législatives géorgiennes du 8 octobre 2016 et recueille 0,84% des suffrages exprimés au scrutin proportionnel plurinominal. Parallèlement, l'un de ses candidats au scrutin majoritaire uninominal (Simon Nozadze, à Khachouri) est élu au 2e : le parti "L'industrie sauvera la Géorgie" est représenté par un député au nouveau Parlement,.